# Харыялах (Олёкминский район)
Харыяла́х — село в Олёкминском районе Республики Саха (Якутия) России. Входит в состав Солянского наслега.

## География
Село расположено на расстоянии 52 км от Олёкминска, административного центра района.

## Население
| 2002 | 2010 | 2021 |
| ---- | ---- | ---- |
| 0    | →0   | →0   |